# Гарсия, Йими
Йими Гарсия (исп. Yimi García, 18 августа 1990, Мока) — доминиканский бейсболист, питчер, выступающий в составе клуба Главной лиги бейсбола «Майами Марлинс».

## Карьера
В 2009 году Гарсия в статусе международного свободного агента подписал контракт с «Лос-Анджелес Доджерс». В 2011 году выступал за фарм-клуб «Огден Рэпторз» в Лиге пионеров. Двадцатого ноября 2013 года клуб перевёл его в команду AAA-лиги «Альбукерке Изотопс» и включил в расширенный состав «Доджерс».
Первого сентября 2014 года Гарсию вызвали в основной состав и в тот же день он дебютировал в Главной лиге бейсбола в игре против «Вашингтон Нэшионалс». В 2015 году он сыграл за «Доджерс» в 59 матчах, включая одну игру в стартовом составе. Весной 2016 года Гарсия получил травму руки, из-за которой пропустил почти весь сезон. В сентябре 2016 года он перенёс артроскопическую операцию на колене, а 25 октября — операцию Томми Джона. Сезон 2017 года Гарсия пропустил, восстанавливаясь после операций. В декабре по решению арбитража он подписал однолетний контракт с «Доджерс» на сумму 630 000 долларов. В сезоне 2018 года Йими играл за основной состав «Доджерс» и «Оклахому-Сити» в ААА-лиге, где восстанавливался после лечения воспаления правой руки. Он хорошо провёл старт чемпионата, в вынесенном матче против «Сан-Диего Падрес» в Мексике вместе с тремя другими питчерами команды сыграл комбинированный ноу-хиттер. На заключительной стадии чемпионата Гарсия действовал неудачно. В последних десяти играх за «Доджерс» его пропускаемость выросла до 8,22.
Весной 2019 года Гарсия хорошо выглядел на сборах и получил место в основном составе команды на старте чемпионата. В течение трёх летних месяцев его показатель пропускаемости держался ниже отметки 3,00, но главной проблемой питчера было большое число пропускаемых хоум-ранов. Сезон в составе «Доджерс» он закончил с одной победой, четырьмя поражениями и тремя неиспользованными возможностями для сейва. В декабре клуб не стал предлагать ему контракт и Йими покинул «Лос-Анджелес» в статусе свободного агента.
Двадцатого декабря 2019 года Гарсия подписал однолетний контракт с «Майами Марлинс».